# Флаг Южно-Африканского Союза
Государственный флаг Южно-Африканского Союза (1928—1961), а затем Южно-Африканской Республики (1961—1994).

## Описание
Сочетал в себе флаги всех государств которые когда-либо владели территорией Южной Африки:
Флаг принца (символизировавший Нидерланды);
Юнион Джек (символизировавший Британскую империю);
Флаг Оранжевого Свободного Государства (символизировавший Оранжевое Свободное Государство);
Флаг Трансвааля (символизировавший Республику Трансвааль).
Для многих южноафриканцев данный флаг является символом апартеида.
Он был принят в 1928 году постановлением парламента. В 1948 году, после победы на выборах, Национальная партия безуспешно пыталась изменить дизайн флага, чтобы удалить то, что они назвали «кровавым пятном» (британский флаг).